# Église Saint-Léon de Westmount
Église Saint-Léon de Westmount är en kyrka i Westmount i Montréal i Kanada. Den inaugurerades 1903. Då församlingen växte utökades kyrkan och bland annat en vestibul och ett klocktorn byggdes. Arbetet blev klart 1921.